# جسر باترسي
جسر باترسي (بالإنجليزية: Buttersea Bridge)‏ هو جسر قوسي مؤلف من خمس فتحات ذات عوارض من الحديد الصب وركائز من الجرانيت على نهر التايمز في لندن، إنجلترا. يقع الجسر على منعطف نهري حاد، ويربط مدينة باترسي جنوب النهر مع تشيلسي في الشمال. استبدلت خدمة العبارة بالجسر والتي كانت عاملة بالقرب من الموقع منذ أواسط القرن السادس عشر على الأقل.
بُني أول جسر في باترسي وهو الجسر الضريبي بتكليف من جون إيرل سبنسر، الذي حصل مؤخرًا على حقوق تشغيل العبارة. وعلى الرغم من التخطيط لإنشاء جسر حجري، فإنّ الصعوبات في الاستثمار المتنامي حالت دون تنفيذه وبُني جسر خشبي بدلاً من ذلك لقلة تكاليف إنشائه. صُمم الجسر الخشبي من قبل هنري هولاند، وافتُتح في البداية أمام المشاة في نوفمبر من عام (1771)، ولحركة السيارات في عام (1772). صُمم الجسر بطريقة لا تكفي لتحمل الحمولات وغير آمن سواءً للسير فوقه أو بالنسبة للسفن العابرة من أسفله، إذ حصلت العديد من حوادث الاصطدام عند مرور القوارب تحته. ولتقليل مخاطر النقل المائي، أُزيلت ركيزتان من الجسر وقُويت المقاطع المتبقية باستخدام عوارض حديدية.
على الرغم من خطورة الجسر وعدم اشتهاره، إلّا أنّه يعتبر آخر جسر خشبي على نهر التايمز في لندن، ومقصدًا للعديد من الرسامين البارزين مثل جي إم دبليو تيرنر، وجون سيل كوتمان وجيمس ماكنيل ويسلر، ومن ضمن اللوحات التي رسمها ويسلر، نوكتشرون: بلو أند غولد – أولد باترسي بريدج، ولوحته المثيرة للجدل نوكتشرون بلاك أند وايت– ذا فولينغ روكيت.
في عام (1879)، نُقلت ملكية الجسر إلى الملكية العامة، وفي عام (1885) هُدم الجسر واُستبدل بالجسر الحالي، الذي صممه السيد جوزيف بازالجيت وبُني من قبل شركة جون مويلم وشركاه، وهو أضيق جسر باقٍ على نهر التايمز في لندن، وأحد جسور لندن الأقل ازدحامًا. يُسبب وجود الجسر على المنعطف النهري خطورة على النقل المائي، وقد أُغلق الجسر عدة مرات بسبب حوادث التصادم.

## معلومات عامة
ظهرت تشيلسي في البداية كمستوطنة منذ العصور الأنجلو سكسونية على الأقل على بعد نحو 3 أميال (4.8 كم) غرب ويستمنستر على الضفة الشمالية لنهر التايمز. تتغير جهة تدفق نهر التايمز اعتبارًا من هذه النقطة بزاوية حادة من جهة جنوب - شمال إلى شرق - غرب، ويُعتقد شعبيًا أنّ القيصر يوليوس عبر نهر التايمز من النقطة الضحلة نسبيًا التي تتباطأ عندها حركة المياه أثناء غزو بريطانيا عام 54 قبل الميلاد. تمتعت تشيلسي بعقدة وصل جيدة للطرق والأنهار تقود إلى مقر الحكومة في وستمنستر والمركز التجاري لمدينة لندن منذ القرن الرابع عشر على الأقل. وهو مركز صناعة الخزف البريطاني والمنتج الرئيسي للمعجنات - في فترات الذروة بِيع ما يقارب 250000 كعكة محلاة يوميًا. حيث تزايد عدد السكان الأثرياء بحلول القرن الثامن عشر.
أُدرجت مدينة باترسي باسم Patricesy (مياه القديس بطرس) في كتاب دوميزدي والتي ذُكرت لأول مرة في سجلات عام (693) م، على الضفة الجنوبية للنهر مقابل تشيلسي، ومن جهة أخرى، كانت المستنقعات عرضة للفيضانات. اُعتبرت الظروف مثالية لزراعة الهليون والخزامى، ونشأت بلدة صغيرة في المنطقة على خلفية هذه الصناعات.
على الرغم من اتصال تشيلسي وباترسي ببعضهما عن طريق العبّارة منذ عام (1550) على الأقل، كان أقرب الجسور الثابتة بين المدينتين جسر بوتني، الذي يبعد 2.5 ميل (4.0 كم) في اتجاه المنبع وافتُتح عام (1729)، وجسر ويستمنستر، الذي يبعد 3 أميال (4.8 كم) في اتجاه مجرى النهر، افتُتح عام (1746). في عام (1763) قام جون إيرل سبنسر بشراء المؤسسة الإقطاعية في باترسي، وبالتالي اكتسب ملكية خدمة العبّارات بين تشيلسي وباترسي.
كانت العبارة قديمة وغير آمنة إلى حد ما، وفي عام (1766) أسس سبنسر شركة جسر باترسي وطلب موافقة البرلمان للحصول على «جسر من الحجارة الناعمة» على نهر التايمز. كان من المقرر بناء الجسر ليربط تشاين ووك مع باترسي، في النقطة التي ينعطف فيها مسار النهر شرقًا بحدة باتجاه ويستمنستر، بتكلفة تقديرية قيمتها 83000 جنيه إسترليني (بما يعادل 11946000 جنيه إسترليني في سنة 2019). توقع إيرل أن يستثمر العديد من السكان المحليين في المشروع، ولكن سَرَعان ما اكتشف أنّ هناك شكوكًا واسعة النطاق حول هذا المخطط. اشترك 15 مستثمرًا فقط، من ضمنهم إيرل نفسه وجُمعت أموال بقيمة 17662 جنيه إسترليني (بما يعادل 2413000 جنيه إسترليني في سنة 2019)، أي أقل بكثير مما كان مطلوبًا لتمويل المشروع الطموح.

## جسر أولد باترسي
حسب سبنسر أنّ الأموال التي جمعها ستكون كافية لتمويل جسر متواضع من الأخشاب، وقد صمم الجسرَ المهندسُ المعماري الصاعد هنري هولاند. بُني الجسر وفقًا لتصاميم هولاند من قبل جون فيليبس، الذي بنى عمُه توماس فيليبس جسرًا في بوتني عام (1729). فُتح الجسر للمشاة في نوفمبر (1771) رغم عدم اكتماله. في عام (1772) أُضيفت الطبقة السطحية وفُتح الجسر أمام حركة السيارات. وحُصّلت الرسوم حسب نوع العبور إذ تتراوح من 0.5 بنس للمشاة إلى 1 شلن للعربات التي تجرها أربعة خيول أو أكثر. لم يحددوا اسمًا رسميًا للجسر، وكان يُشار إليه على خرائط تلك الفترة باسم «باترسي بريج» و«تشيلسي بريدج».
لم يكن الجسر ذا جدوى اقتصادية مربحة. بلغ طوله 734 قدم (224 متر) وعرضه 24 قدم فقط (7.3 متر)، مما يصعّب عبور العربات الكبيرة. يتكوّن تصميم هولاند من تسع عشرة فتحة ضيقة، يبلغ عرضه 32 قدم فقط (9.8 متر)، وتعاني القوارب من صعوبة في التنقل أسفل الجسر، إذ حصلت عدد من الحوادث بما فيها إصابات خطيرة ووفيات. ونتيجة اصطدام السفن به بشكل متكرر، يتطلب إجراء إصلاحات دورية مكلفة للجسر وكانت الأرباح المدفوعة للمستثمرين منخفضة. خلال فصل الشتاء البارد بشكل خاص في عام (1795)، تعرض الجسر لأضرار بالغة بسبب الجليد، مما استلزم إعادة إعماره بتكاليف باهظة ولفترة طويلة، ولم تُدفع أيّة أرباح على الإطلاق خلال السنوات الثلاث القادمة. أعرب البرلمان عن مخاوفه حول صلاحية الجسر، واضطرت شركة باترسي بريدج إلى تقديم خدمة العبارات بنفس معدل رسوم الجسر، عند إغلاق الجسر للإصلاح.
في محاولة لتحسين صورة جسر باترسي من ناحية الأمان، أضيفت مصابيح الزيت إلى سطحه في عام (1799)، مما جعله أول جسر مُنار على نهر التايمز. وبين عامي (1821) و(1824)، اُستُبدلت الأسوار الخشبية على طول الجسر، والتي كانت تتكسر في كثير من الأحيان، بأسوار حديدية متينة بطول 4 أقدام (1.2 متر)، وفي عام (1824) اُستُبدلت مصابيح الزيت نفسها بمصابيح الغاز. في عام (1873)، في محاولة لتحسين التنقل حول الجسر وتقليل الحوادث، أُزيلت ركيزتان، ما زاد من المجاز لأكثر من 77 قدم (23 متر)، وقُوي سطح الجسر باستخدام عوارض حديدية لتعويض الركائز المزالة.

### المنافسة مع جسر فوكسهول
في عام (1806)، اقترح رالف دود خطة لفتح الضفة الجنوبية لنهر التايمز المقابلة لوستمنستر ولندن من أجل التنمية، من خلال بناء طريق رئيسي جديد يمتد من هايد بارك كورنر إلى كينينغتون وغرينيتش، ويعبر النهر عند فوكسهول، على بعد نصف المسافة بين جسري باترسي وويستمنستر. شعرت شركة باترسي بريدج بالقلق إزاء الخسارة المحتملة للزبائن، وقدمت طلب اعتراض إلى البرلمان ضد المخطط، قائلة إنّ «دود هو مغامر معروف ومضارب، وهو السبب الرئيسي لفشل معظم التعهدات على نطاق واسع إن لم يكن كلها»، وبالتالي تم التخلي عن مشروع القانون. ولكن، في عام (1809) طُرح مشروع قانون جديد للبرلمان لبناء جسر في فوكسهول، هذه المرة تلزم مستثمري الجسر الجديد بتعويض شركة جسر باترسي عن أية خسائر، وسمحت الشركة بتمرير هذا المشروع وقبلت التعويض. ألزم القانون شركة فوكسهول بريدج بتعويض شركة باترسي بريدج عن أية خسائر في الإيرادات ناجمة عن وجود الجسر الجديد.